# Kwattahede
Kwattahede is een dorp in het ressort Boven-Saramacca in Sipaliwini, Suriname. In het dorp wonen marrons van het volk Matawai.
Het dorp werd in de jaren 1880 in het midden van de Saramaccarivier gesticht door de marron-zendeling Johannes King. Het had in 1907 een school die tijdens de Binnenlandse Oorlog (1986-1992) werd verlaten. Het dorp raakte begin 21e eeuw weer enigszins bewoond. Er is ook een kerk in het dorp, maar geen medische post.
Dorpen in de omgeving zijn Moetoetoetabriki (1 km), Heidoti (2 km), Nieuw-Jacobkondre (5 km) en Tabrikiekondre (2 km).
Bofe · Boslanti · Cabana · Heidoti · Kwattahede · Makajapingo · Mamadam · Misalibiekondre · Moetoetoetabriki · Nieuw-Jacobkondre · Oemakondre · Pakkapakka · Poesoegroenoe · Stonkoe · Villa Brazil